# Maržori Hejvard
Maržori Oliv Hejvard (14. avgusta 1885 - 10. januara 1953) bila je engleska violinistkinja i učiteljica violine, istaknuta tokom prvih nekoliko decenija 20. veka.

## Spoljašnje veze
- Smetana, Bohemian Dance, Op. 15 на веб-сајту  sa Madame Adami
- Franck, Sonata in A major на веб-сајту  (jako skraćeno; sa Unom Bourne)
- Henry VIII Dances на веб-сајту
- Handel, Minuett на веб-сајту
- Bach-Gounod, Ave Maria на веб-сајту , prateći Elsi Sadebi, sa Redžinald Pol, klavir
- Ravel, Introduction and Allegro на веб-сајту , Virtuoso String Quartet, sa Džonom Kokerelom, harfa; Robert Murči, flauta; Čarls Drejper, klarinet
- Mendelssohn, Quartet in E flat, Op. 44/3 – Scherzo assai на веб-сајту